# Indonesië Vooruit-kabinet
Het Indonesië Vooruit-kabinet (Indonesisch: Kabinet Indonesia Maju) is het huidige kabinet in Indonesië, geïnstalleerd op 23 oktober 2019. Het is het tweede kabinet van president Joko Widodo, na het Werkkabinet.

## Samenstelling

### President en vicepresident
| President   | President | Vicepresident | Vicepresident |
| ----------- | --------- | ------------- | ------------- |
| Joko Widodo |           |               | Ma'ruf Amin   |

### Coördinerend ministers
Het kabinet bestaat uit 34 ministers, waaronder vier met een coördinerende taak. Indonesië kent geen premier meer.
| Nr. | Ministerspost                                         | Minister                                               | Minister                                 | Partij |
| --- | ----------------------------------------------------- | ------------------------------------------------------ | ---------------------------------------- | ------ |
| 1   | Coördinatie politieke, juridische en veiligheidszaken |                                                        | Mohammad Mahfud MD (tot 2 februari 2024) |        |
| 1   | Coördinatie politieke, juridische en veiligheidszaken | Tito Karnavian (plaatsvervangend tot 21 februari 2024) |                                          |        |
| 1   | Coördinatie politieke, juridische en veiligheidszaken | Hadi Tjahjanto                                         |                                          |        |
| 2   | Coördinatie economische zaken                         |                                                        | Airlangga Hartarto                       | Golkar |
| 3   | Coördinatie maritieme zaken en investeringen          |                                                        | Luhut Binsar Panjaitan                   | Golkar |
| 4   | Coördinatie welzijn en cultuur                        |                                                        | Muhadjir Effendy                         |        |

### Ministers
| Nr. | Ministerspost                                   | Minister                                                   | Minister                                      | Partij    |
| --- | ----------------------------------------------- | ---------------------------------------------------------- | --------------------------------------------- | --------- |
| 5   | Staatssecretariaat                              |                                                            | Pratikno                                      |           |
| 6   | Binnenlandse Zaken                              |                                                            | Tito Karnavian                                |           |
| 7   | Buitenlandse Zaken                              |                                                            | Retno Lestari Priansari Marsudi               |           |
| 8   | Defensie                                        |                                                            | Prabowo Subianto                              | Gerindra  |
| 9   | Recht en mensenrechten                          |                                                            | Yasonna Laoly (tot 19 Augustus 2024)          | PDI-P     |
| 9   | Recht en mensenrechten                          |                                                            | Supratman Andi Agtas                          | Gerindra  |
| 10  | Financiën                                       |                                                            | Sri Mulyani Indrawati                         |           |
| 11  | Energie en mijnbouw                             |                                                            | Arifin Tasrif (tot 19 Augustus 2024)          |           |
| 11  | Energie en mijnbouw                             | Bahlil Lahadalia                                           |                                               |           |
| 12  | Industrie                                       |                                                            | Agus Gumiwang Kartasasmita                    | Golkar    |
| 13  | Handel                                          |                                                            | Agus Suparmanto (tot 23 december 2020)        | PKB       |
| 13  | Handel                                          | Muhammad Lutfi (tot 15 juni 2020)                          |                                               |           |
| 13  | Handel                                          | Zulkifli Hasan                                             |                                               |           |
| 14  | Landbouw                                        |                                                            | Syahrul Yasin Limpo (tot 8 oktober 2023)      | NasDem    |
| 14  | Landbouw                                        | Arief Prasetyo Adi (tot 23 oktober 2023)                   |                                               |           |
| 14  | Landbouw                                        | Andi Amran Sulaiman                                        |                                               |           |
| 15  | Milieu en bosbeheer                             |                                                            | Siti Nurbaya Bakar                            | NasDem    |
| 16  | Transport                                       |                                                            | Budi Karya Sumadi                             |           |
| 17  | Maritieme zaken en visserij                     |                                                            | Edhy Prabowo (tot 26 november 2020)           | Gerindra  |
| 17  | Maritieme zaken en visserij                     |                                                            | Luhut Binsar Pandjaitan (tot 2 december 2020) | Golkar    |
| 17  | Maritieme zaken en visserij                     |                                                            | Syahrul Yasin Limpo (tot 23 december 2020)    | NasDem    |
| 17  | Maritieme zaken en visserij                     | Sakti Wahyu Trenggono                                      |                                               |           |
| 18  | Arbeid                                          |                                                            | Ida Fauziyah                                  | PKB       |
| 19  | Dorpen, achtergebleven regio’s en transmigratie |                                                            | Abdul Halim Iskandar                          | PKB       |
| 20  | Openbare werken en volkshuisvesting             |                                                            | Basuki Hadimuljono                            |           |
| 21  | Gezondheid                                      |                                                            | Terawan Agus Putranto (tot 23 december 2020)  |           |
| 21  | Gezondheid                                      | Budi Gunadi Sadikin                                        |                                               |           |
| 22  | Onderwijs en cultuur                            |                                                            | Nadiem Makarim                                |           |
| 23  | Onderzoek en technologie                        |                                                            | Bambang Brodjonegoro                          |           |
| 24  | Sociale Zaken                                   |                                                            | Juliari Batubara (tot 6 december 2020)        | PDI-P     |
| 24  | Sociale Zaken                                   | Muhadjir Effendy (tot 23 december 2020)                    |                                               |           |
| 24  | Sociale Zaken                                   |                                                            | Tri Rismaharini (tot 6 september 2024)        | PDI-P     |
| 24  | Sociale Zaken                                   | Muhadjir Effendy (tot 11 september 2024)                   |                                               |           |
| 24  | Sociale Zaken                                   | Saifullah Yusuf                                            |                                               |           |
| 25  | Godsdienst                                      |                                                            | Fachrul Razi (tot 23 december 2020)           |           |
| 25  | Godsdienst                                      |                                                            | Yaqut Cholil Qoumas                           | PKB       |
| 26  | Toerisme en Creatieve Economie                  |                                                            | Wishnutama Kusubandio (tot 23 december 2020)  |           |
| 26  | Toerisme en Creatieve Economie                  |                                                            | Sandiaga Salahuddin Uno                       | Gerindra  |
| 27  | Communicatie en Informatica                     |                                                            | Johnny Gerard Plate (tot 19 mei 2023)         | NasDem    |
| 27  | Communicatie en Informatica                     | Mohammad Mahfud MD (tot 17 juli 2023)                      |                                               |           |
| 27  | Communicatie en Informatica                     | Budi Arie Setiadi                                          |                                               |           |
| 28  | Coöperaties en mkb                              |                                                            | Teten Masduki                                 |           |
| 29  | Emancipatie en kinderbescherming                |                                                            | I Gusti Ayu Bintang Darmawati                 | PDI-P     |
| 30  | Administratieven en bureaucratische hervorming  |                                                            | Tjahjo Kumolo (tot 1 juli 2022)               | PDI-P     |
| 30  | Administratieven en bureaucratische hervorming  | Mohammad Mahfud MD (plaatsvervangend tot 4 juli 2022)      |                                               |           |
| 30  | Administratieven en bureaucratische hervorming  | Tito Karnavian (plaatsvervangend tot 16 juli 2022)         |                                               |           |
| 30  | Administratieven en bureaucratische hervorming  | Mohammad Mahfud MD (plaatsvervangend tot 7 september 2022) |                                               |           |
| 30  | Administratieven en bureaucratische hervorming  |                                                            | Abdullah Azwar Anas                           | PDI-P     |
| 31  | Nationale ontwikkelingsplanning                 |                                                            | Suharso Monoarfa                              | PPP       |
| 32  | Ruimtelijke ordening                            |                                                            | Sofyan Djalil (tot 15 juni 2022)              |           |
| 32  | Ruimtelijke ordening                            | Hadi Tjahjanto (tot 21 februari 2024)                      |                                               |           |
| 32  | Ruimtelijke ordening                            |                                                            | Agus Harimurti Yudhoyono                      | Demokrat  |
| 33  | Staatsbedrijven                                 |                                                            | Erick Thohir                                  |           |
| 34  | Jeugd en Sport                                  |                                                            | Zainudin Amali (tot 13 maart 2023)            | Golkar    |
| 34  | Jeugd en Sport                                  | Muhadjir Effendy (plaatsvervangend tot 3 april 2023)       |                                               |           |
| 34  | Jeugd en Sport                                  |                                                            | Dito Ariotedjo                                | Golkar    |
| 35  | Investeringen                                   |                                                            | Bahlil Lahadalia                              | Parteilos |
| 35  | Investeringen                                   |                                                            | Rosan Roeslani (Vanaf 19 Augustus 2024)       | Parteilos |

### Beambten met de status van minister
| Nr. | Ministerspost                          | Minister                              | Minister                                                  | Partij |
| --- | -------------------------------------- | ------------------------------------- | --------------------------------------------------------- | ------ |
| 35  | Procureur-generaal                     |                                       | Arminsyah (plaatsvervangend tot 23 oktober 2019)          |        |
| 35  | Procureur-generaal                     | ST Burhanuddin                        |                                                           |        |
| 36  | Commandant der Strijdkrachten (TNI)    |                                       | Hadi Tjahjanto (tot 17 november 2021)                     |        |
| 36  | Commandant der Strijdkrachten (TNI)    | Andika Perkasa (tot 23 december 2022) |                                                           |        |
| 36  | Commandant der Strijdkrachten (TNI)    | Yudo Margono (tot 22 november 2023)   |                                                           |        |
| 36  | Commandant der Strijdkrachten (TNI)    | Agus Subiyanto                        |                                                           |        |
| 37  | Hoofd van de Nationale Politie (POLRI) |                                       | Ari Dono Sukmanto (plaatsvervangend tot 01 november 2019) |        |
| 37  | Hoofd van de Nationale Politie (POLRI) | Idham Azis (tot 27 januari 2021)      |                                                           |        |
| 37  | Hoofd van de Nationale Politie (POLRI) | Listyo Sigit Prabowo                  |                                                           |        |
| 38  | Secretaris van het kabinet             |                                       | Pramono Anung                                             | PDI-P  |